# Ойо, Фунсо
Фунсо О́йо (нидерл. Funso Ojo; родился 28 августа 1991 года, Антверпен) — бельгийский футболист, полузащитник английского клуба «Порт Вейл».

## Карьера

### Клубная
Фунсо дебютировал в основной команде ПСВ в сезоне 2008/09.
С 8 января 2011 года выступал на правах аренды за «ВВВ-Венло».
В апреле 2012 года подписал четырёхлетний контракт с клубом «Беерсхот» из Антверпена. Провёл за команду 24 матча и отметился одним голом в чемпионате. В мае 2013 года «Беерсхот» был объявлен банкротом, после чего Фунсо покинул команду. В августе он заключил контракт на два года с клубом «Антверпен». Дебютировал за команду 7 сентября в матче чемпионата с «Мускроном», выйдя на замену во втором тайме. В июле 2014 года Фунсо был выбран капитаном «Дордрехта». В июне 2015 года Ойо перешёл в клуб «Виллем II».

## Достижения
- Обладатель Кубка Нидерландов: 2011/12